# Leptodactylodon mertensi
Espèce
Statut de conservation UICN

 EN B1ab(iii) : En danger
Leptodactylodon mertensi est une espèce d'amphibiens de la famille des Arthroleptidae.

## Répartition
Cette espèce est endémique de l'Ouest du Cameroun. Elle se rencontre de 1 000 à 1 850 m d'altitude sur le mont Manengouba et le plateau Bamileke.

## Étymologie
Cette espèce est nommée en l'honneur de Robert Friedrich Wilhelm Mertens.

## Publication originale
- Perret, 1959 : Études herpétologiques africaines. Bulletin de la Société Neuchâteloise des Sciences Naturelles, vol. 82, p. 247-253 (texte intégral).